# Herbert Bauer (Pilot)
Herbert Bauer (* 16. April 1919 in Innsbruck; † 24. März 1997 in Buenos Aires) war ein „Stuka“-Pilot der deutschen Luftwaffe im Zweiten Weltkrieg und Träger des Ritterkreuzes des Eisernen Kreuzes.
Er beantragte am 28. Juni 1938 die Aufnahme in die NSDAP und wurde rückwirkend zum 1. Mai desselben Jahres aufgenommen (Mitgliedsnummer 6.329.975). Seine Fliegerkarriere begann Herbert Bauer im Rang eines Unteroffiziers am 3. Mai 1940 an der Flugzeugführerschule A/B 21 in Magdeburg und im Anschluss an der Sturzkampffliegerschule 2 nahe Graz.
Seinen ersten Kampfeinsatz flog Bauer am 7. Juli 1941 mit der I. Gruppe des Stuka-Geschwaders 2 "Immelmann" nahe Witebsk an der Ostfront. Hier wurde er auch mit dem Ehrenpokal der Luftwaffe und dem Deutschen Kreuz ausgezeichnet. Am 24. April 1942 wurde Bauer bei einem Angriff auf die Baltische Flotte im Hafen von Kronstadt von einer Maschinengewehrkugel am Kiefer schwer verwundet und konnte erst zehn Monate später am 23. Februar 1943, zum Staffelkapitän der 3. Staffel ernannt, wieder Einsätze fliegen. Nach 700 Frontflügen wurde ihm am 31. Dezember 1943 das Ritterkreuz des Eisernen Kreuzes verliehen.
Am 15. Mai 1944 wurde Bauer zum Gruppenkommandeur der II. Gruppe des Schlachtgeschwaders 103 nach Metz versetzt und er wurde dort für seinen 1000. Feindflug, den er am 3. Mai 1944 nahe Huși absolviert hatte, am 30. September 1944 mit dem Eichenlaub ausgezeichnet. Am 7. November 1944 erhielt er schließlich das Kommando über die I. Gruppe des Schlachtgeschwaders 2.
Bei Kriegsende hatte er, inzwischen im Range eines Majors, 1071 Frontflüge absolviert, 51 Panzer zerstört und 11 Luftsiege errungen. Zudem wurde er mehrmals durch Flakfeuer, unter anderem am Kuban-Brückenkopf, und einmal nahe Székesfehérvár durch Flieger abgeschossen.

## Auszeichnungen
- Eisernes Kreuz (1939) II. und I. Klasse
- Verwundetenabzeichen (1939) in Schwarz
- Ehrenpokal für besondere Leistung im Luftkrieg am 8. Dezember 1941
- Deutsches Kreuz in Gold am 27. März 1942[3]
- Ritterkreuz des Eisernen Kreuzes mit Eichenlaub[3]
  - Ritterkreuz am 31. Dezember 1943
  - Eichenlaub am 30. September 1944 (618. Verleihung)
- Frontflugspange für Kampf- und Sturzkampfverbände in Gold mit Anhänger "Einsatzzahl 1000"